# ホセ・バルディビエソ
ホセ・アルベルト・バルディビエソ・テタマンティ（José Alberto Valdivieso Tetamanti、1921年9月16日 - 1996年4月8日）は、アルゼンチン・サン・マルティン出身の元サッカー選手、元サッカー指導者。ポジションはDFだった。

## 経歴
アルゼンチンのサン・マルティンに生まれ、1945年から2シーズン在籍したアトレティコ・マドリードではリーグ戦通算25試合に出場して2ゴールを挙げた。1949年にレアル・サラゴサに移籍して現役を引退した。
現役を引退後は指導者に転身し、SLベンフィカやベネズエラのデポルティーボ・ガリシアを率いた。後者のデポルティーボ・ガリシアでは、クラブ史上初の1部リーグ優勝に導いた。

## タイトル

### 指導者時代
ベンフィカ
- タッサ・デ・ポルトガル ; 1回 (1958-59)

デポルティーボ・ガリシア
- プリメーラ・ディビシオン : 1回 (1964)